# Melania Grego
Melania Grego (Breno, 19 de junho de 1973) é uma jogadora de polo aquático italiana, campeã olímpica.

## Carreira
Melania Grego fez parte do elenco campeão olímpico de Atenas 2004.